# Geschiedenis van achternamen in Nederland en België
De geschiedenis van achternamen in Nederland en België gaat over de vroegere Nederlandse en Belgische gebruiken ten aanzien van achternamen en de wijze waarop achternamen werden ingevoerd in de napoleontische tijd.

## Varianten
Tot ongeveer het eind van de middeleeuwen waren achternamen in de Nederlanden niet gebruikelijk, tenzij bij adellijke personen die er belang bij hadden hun afstamming via de achternaam te laten vastleggen. Omdat alleen een voornaam voor de herkenning van de persoon vaak niet voldoende was, werd daar dan een toevoeging aan gegeven die aangaf welke Jan of Marie dan bedoeld werd. De aard van deze toevoeging varieerde van regio tot regio. In veel streken werd hier het zogenaamde patroniem toegepast, een aanduiding die op de naam van de vader was gebaseerd. Jan de zoon van Willem werd dan Jan Willems, en Jan de zoon van Hendrik, Jan Hendriks. Hun kinderen werden dan vaak Marie van Jan Willems en Piet van Jan Hendriks genoemd, en zo evolueerden patroniemen tot vaste familienamen.
In andere streken werd de naam van de boerderij of plaats (toponiem) waar men woonde of een aanduiding van een eigenaardigheid (bijnaam) of het beroep van de persoon genomen. De zoon van Jan de Bakker werd dan Klaas van Jan de Bakker, en de dochter van Piet de Boer werd Aagje van Piet de Boer.
In grotere plaatsen was echter ook naam plus patroniem niet voldoende om iemands identiteit uniek vast te stellen, en hier kwam de gewoonte om een familienaam te gaan gebruiken. Na verloop van tijd, grofweg in de loop van de zeventiende eeuw, hadden in de steden (waar bijvoorbeeld meerdere wevers woonden zoals in Gent of Ieper) en in dichtbevolkte streken (zoals West-Nederland) de meeste mensen wel familienamen. In andere streken (zoals Groningen en Friesland) waren ze echter buiten de steden een zeldzaamheid. Daar hadden bijvoorbeeld alleen de hogere lagen een familienaam, of zelfs alleen de immigranten vanuit streken met familienamen. Bovendien was de overerving van familienamen vaak onregelmatig. Over het algemeen kreeg men de familienaam van de vader, maar soms ook die van de moeder of een van de grootouders. Ook kwam het voor dat na een aantal geslachten de familienaam werd gewijzigd of verdween.
In Oost-Nederland werden huisnamen als achternaam gebruikt. Daar heette men naar de boerderij waar men woonde. Zolang de boerderij van vader op zoon overgaat lijkt dat op een erfelijke geslachtsnaam. Mensen zijn daar soms nog steeds beter bekend bij hun boerderijnaam dan bij hun officiële achternaam. Soms is zelfs een combinatie van achternaam en boerderijnaam mogelijk, zoals Leferink op Reinink, Jagers op Akkerhuis, Busger op Vollenbroek en Scholte op Reimer. De achtervoegsels '-ink', '-ing' of '-inga' hebben van oorsprong betrekking op 'bij de familie van'. De namen op '-ink' lijken grotendeels gefixeerd in de twaalfde en dertiende eeuw, alhoewel in een plaats als Colmschate actieve vorming van boerderijnamen nog aan het einde van de vijftiende eeuw voorkwam. Daarnaast moet opgemerkt worden dat boerderij- en erfnamen absoluut niet statisch zijn. De namen op '-huis' of '-man' lijken jonger te zijn dan de '-ink' namen. Ook gebeurde het dat de '-man' vorm ontstond uit de oorspronkelijke '-ink' naam door '-ink' te vervangen door '-man'. Ook hier duidde '-man' eerst de bewoner van een erf aan en later het erf zelf. Na de middeleeuwen komen dan afwijkende namen zoals 'De Kiefte' en 'Strookappe' voor.

## Standaardisering (Franse tijd)
Om eenheid in de systemen te krijgen, werd in de Franse tijd (1799-1815) besloten dat iedereen die nog geen achternaam had er één moest kiezen, en dat achternamen altijd van vader op kind zouden overgaan. In grote delen van de Lage Landen waren namen al min of meer gefixeerd in de voorliggende periode, zodat voor deze personen alleen de vastliggende schrijfwijze nieuw was. Met name in het noorden van Nederland werden nog wel nieuwe achternamen gecreëerd. Dat sommigen bij wijze van protest tegen Napoleons voorschriften een zonderlinge naam als Naaktgeboren zouden hebben gekozen, is een hardnekkige mythe. De namen zijn vaak al ouder. Naaktgeboren is overigens een verhaspeling van het Duitse Nachgeboren, wat nageboren (geboren nadat de vader was gestorven, postuum) betekent. Dit verklaart ook de achternaam Posthumus.

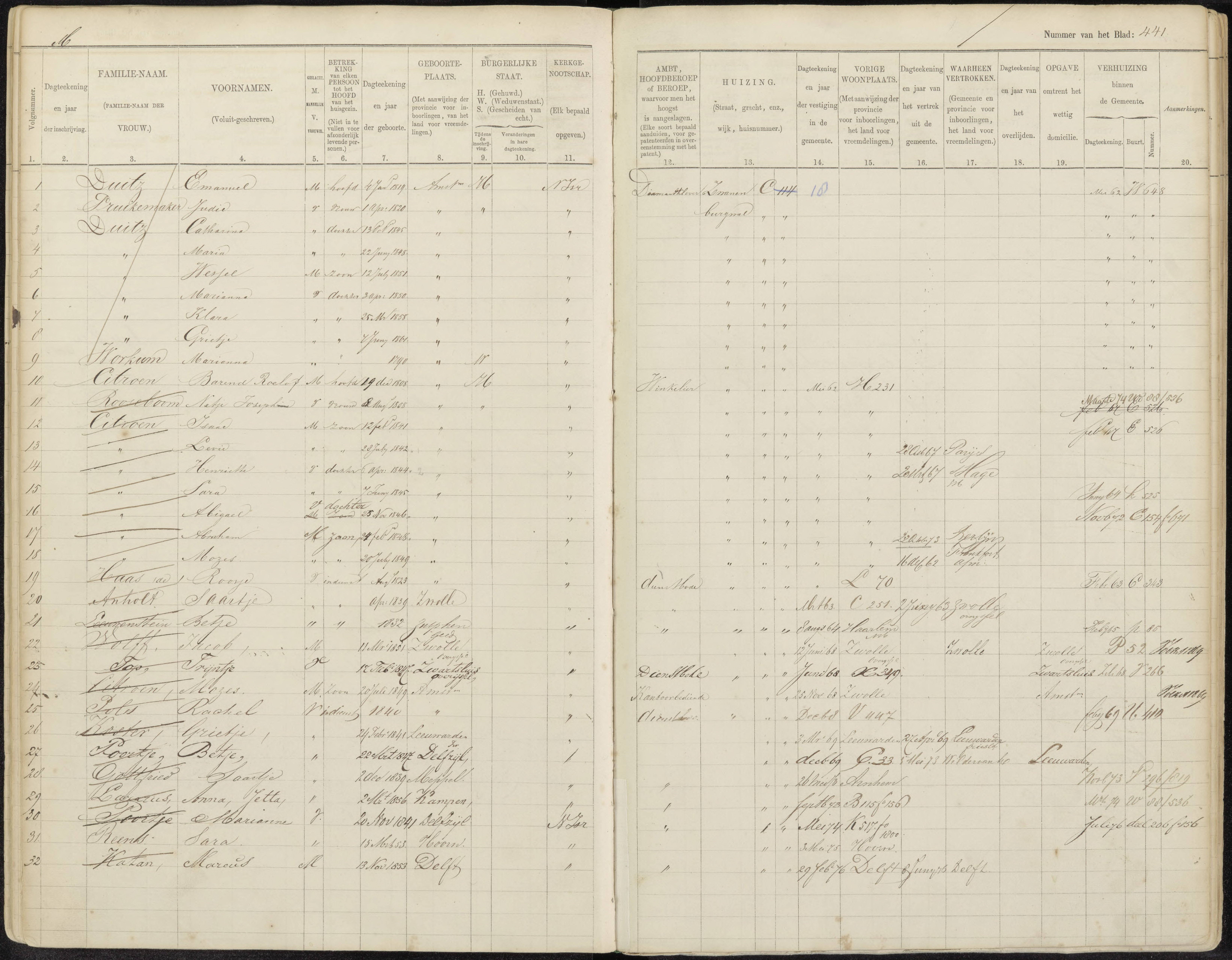
Namen van bewoners van een pand aan de Amsterdamse Zwanenburgwal in het bevolkingsregister, 1864-1874

Aanvankelijk was dit bevel zonder veel daadwerkelijke effectiviteit, maar met de invoering van de burgerlijke stand in heel Nederland in 1811 werd het dan toch menens, al werd gedurende geruime tijd nog 'vergeten' mensen van een achternaam voorzien. Vooral bij gehuwde vrouwen kwam het aanvankelijk wel voor dat men niet precies wist welke achternaam in een akte moest worden vermeld omdat bijvoorbeeld de vader en/of de eventuele broers al voor 1811 waren overleden en nog geen familienaam hadden gehad of omdat ze te ver weg woonden om precies te weten welke achternaam zij hadden aangenomen. Delen van Limburg en Zeeuws-Vlaanderen waren al eerder ingelijfd bij Frankrijk en kregen al in 1795 een burgerlijke stand.
Vanaf 1811 (of waar van toepassing 1795) was het zo dat een kind altijd de achternaam van de vader kreeg (als er geen vader bekend was, de vader wenste het niet te erkennen, of de moeder wenste de erkenning tegen te houden, kreeg het kind de naam van de moeder). De burgemeester heeft het voorrecht een naam te kiezen van een vondeling. Het was de gewoonte dat een getrouwde vrouw de achternaam van haar man voerde, maar officieel veranderde haar naam niet en hield ze haar 'meisjesnaam'.
Sinds 1998 is het in Nederland ook mogelijk om te kiezen voor de naam van de moeder. Met ingang van 2024 is het in Nederland ook mogelijk om kinderen één naam van de vader en één naam van de moeder te geven. Heten de ouders bijvoorbeeld Jan Jansen en Marie Pietersen, dan kunnen zij voor hun kinderen kiezen uit Jansen, Pietersen, Jansen Pietersen of Pietersen Jansen. Ouders kunnen van deze nieuwe mogelijkheid gebruik maken als hun eerste kind wordt geboren op of na 1 januari 2024. De gekozen achternaam geldt vervolgens voor al hun volgende kinderen.

## Verschillen tussen Vlaamse en Nederlandse spelling
Het archaïsche karakter van de spelling van de (Zeeuws-)Vlaamse familienamen, vergeleken met de moderner ogende schrijfwijze van de Nederlandse familienamen, is te verklaren door administratieve maatregelen die met een tijdsverschil van ruim 15 jaar werden genomen. De spelling van de zuidelijke familienamen is gefixeerd door de Fransen in 1795. Op dat moment bestond er nog geen standaardspelling voor het Nederlands, zodat in Vlaanderen diverse spellingswijzen voorkomen zoals Vandenbroecke, Vandenbroucke, Raedemaecker, Rademaekers etc. In Nederland, dat later onder Frans bewind is gekomen en waar dus ook later de burgerlijke stand is ingevoerd, was intussen in 1804 de spelling Siegenbeek ingevoerd, waarmee de spelling van het Nederlands voor het eerst genormeerd werd. De namen werden in het noorden dus in die nieuwe spelling vastgelegd, zodat in Nederland van de eerder genoemde voorbeelden vrijwel alleen de "Hollandse" varianten Van de(n) Broek en Rademaker(s) voorkomen. De spelling Siegenbeek sluit al redelijk aan bij de standaardspelling van tegenwoordig.